# Kühlung
Kühlung oder Abkühlung ist ein Vorgang, bei dem einem System oder Gegenstand Wärme bzw. thermische Energie entzogen wird. Kühlung wird deshalb auch als Entwärmung bezeichnet.
In der Technik bezeichnet Kühlung alle Maßnahmen, die dem Abführen der entstehenden Verlustwärme technischer Komponenten an die Umwelt dienen. Erwünschte Kühlung wird genutzt, um vor Überhitzung zu schützen, bestimmte temperaturabhängige Eigenschaften zu erreichen und zu erhalten oder auch für Konservierungszwecke bei Biomaterial.
Unerwünschte Temperaturerniedrigung kann durch Isolierung reduziert werden und mit Erwärmung kompensiert werden.

## Thermodynamische Grundlagen
Der Entzug von Wärme geht bei Feststoffen und Flüssigkeiten durch Wärmeübertragung entsprechend einem Temperaturgradienten vonstatten. Die wesentlichen Prozesse sind dabei Wärmeleitung und Wärmestrahlung, eingeschränkt auch die Konvektion. Die effektivste Art mit der größten Leistungsdichte ist die Siedekühlung.
Da all diese Prozesse spontan ablaufen und folglich entsprechend den Grundgesetzen der Thermodynamik einen Temperaturausgleich zur Folge haben, kann eine künstlich erwünschte Kühlung eines Gegenstandes gegen einen Temperaturgradienten nur unter hohem Energieaufwand erfolgen. Insgesamt wird dies jedoch immer in einer Erhöhung der Gesamtentropie und damit im Regelfall einer Umwandlung von Energieformen höherer Ordnung in thermische Energie resultieren. Eine Kühlung im Sinne einer Reduzierung der thermischen Energie eines abgeschlossenen Systems ist daher nicht möglich, was sich in der Praxis zum Beispiel darin äußert, dass auch Kühlschränke letztlich die Temperatur (der Umgebung) erhöhen und nicht senken, wenn dies auch lokal der Fall sein mag.
Die verschiedenen Prozesse der Wärmeübertragung sind für bestimmte Situationen jeweils charakteristisch. So spielt die Konvektion bei Feststoffen keine Rolle, hier dominieren Wärmeleitung und Wärmestrahlung. Dies zeigt sich zum Beispiel an der Ausstrahlung der Erdoberfläche. Die entscheidenden Einflussfaktoren sind dabei durch Wärmeleitkoeffizient, Wärmeübergangskoeffizient und Wärmekapazität gegeben.
Bei Flüssigkeiten spielt die Wärmeleitung und Wärmestrahlung ebenfalls eine Rolle, hinzu kommt jedoch die Konvektion als wesentlicher Prozess des Temperaturausgleichs.
Konvektion dominiert hingegen bei Gasen, wobei diese allgemein nur sehr schlecht über Prozesse der Wärmeleitung abkühlen. Sie unterliegen jedoch verschiedenen Gasgesetzen, wodurch vor allem der adiabatischen Abkühlung und dem Joule-Thomson-Effekt eine große Rolle zukommt. Eine besondere Bedeutung besitzen diese in der Atmosphäre, wenn Luftpakete sich bei Vertikalbewegungen entsprechend dem atmosphärischen Temperaturgradienten abkühlen oder erwärmen. Über Kondensations- und Resublimationsprozesse ist die damit verbundene Abkühlung ein wesentlicher Faktor der Niederschlagsbildung bzw. des Wetters im Allgemeinen.

## Kühlleistung
Die Kühlleistung ist ähnlich der elektrischen Leistung die Angabe, wie viel Wärmeenergie je Zeitspanne abgeführt wird. Entsprechend ist der Wärmefluss die je Fläche durchströmende Wärmeleistung.

## Kühlungsart
Die Bezeichnung der Kühlungsart ist z. B. in DIN EN 60076-2/DIN VDE 0532-76-2 zu finden und wird meist aus vier Buchstaben zusammengesetzt. Diese erfolgt nach dem Schema
1. Kühlmittel innen
2. Kühlmittelbewegung innen
3. Kühlmittel außen
4. Kühlmittelbewegung außen

Dabei werden folgende Buchstaben verwendet:
| Kühlmittel          | Kühlmittel |
| ------------------- | --- |
| A                   | Luft (Air) |
| G                   | Gas (meist SF6) |
| K                   | nicht-mineralische Kühlflüssigkeiten mit Brennpunkt > 300 °C (z. B. Silikonöl, synthetische oder natürliche Ester) |
| L                   | Isolierflüssigkeit mit nichtmessbarem Brennpunkt (Liquid)                                                          |
| O                   | mineralisches Öl (Oil) oder synthetische Kühlflüssigkeit mit Brennpunkt ≤ 300 °C                                   |
| W                   | Wasser |
| Kühlmitteltransport | |
| N                   | natürliche Konvektion                                                                                              |
| F                   | durch Gebläse oder Pumpen erzwungene Konvektion („forced“)                                                         |
| D                   | gerichtete Konvektion („directed“)                                                                                 |

Bei ölgefüllten Geräten (z. B. Transformatoren) ergeben sich beispielhaft folgende Kühlungsarten:
| Kühlungs- variante | Innerer Kühlkreislauf    | Innerer Kühlkreislauf | Äußerer Kühlkreislauf                                                 | Äußerer Kühlkreislauf |
| ------------------ | ------------------------ | --------------------- | --------------------------------------------------------------------- | --------------------- |
| ONAN               | natürliche Konvektion Öl | Oil Natural           | natürliche Konvektion Umgebungsluft und Wärmestrahlung der Oberfläche | Air Natural           |
| ONAF               | natürliche Konvektion Öl | Oil Natural           | erzwungene Konvektion Umgebungsluft und Wärmestrahlung der Oberfläche | Air Forced            |
| OFAN               | erzwungene Konvektion Öl | Oil Forced            | natürliche Konvektion Umgebungsluft und Wärmestrahlung der Oberfläche | Air Natural           |
| OFAF               | erzwungene Konvektion Öl | Oil Forced            | erzwungene Konvektion Umgebungsluft und Wärmestrahlung der Oberfläche | Air Forced            |
| ODAN               | gerichteter Öl-Strahl    | Oil Directed          | natürliche Konvektion Umgebungsluft und Wärmestrahlung der Oberfläche | Air Natural           |
| ODAF               | gerichteter Öl-Strahl    | Oil Directed          | erzwungene Konvektion Umgebungsluft und Wärmestrahlung der Oberfläche | Air Forced            |
| ONWN               | natürliche Konvektion Öl | Oil Natural           | natürliche Konvektion Kühlwasser und Wärmestrahlung der Oberfläche    | Water Natural         |
| ONWF               | natürliche Konvektion Öl | Oil Natural           | erzwungene Konvektion Kühlwasser und Wärmestrahlung der Oberfläche    | Water Forced          |
| OFWF               | erzwungene Konvektion Öl | Oil Forced            | erzwungene Konvektion Kühlwasser und Wärmestrahlung der Oberfläche    | Water Forced          |
| ODWF               | gerichteter Öl-Strahl    | Oil Directed          | erzwungene Konvektion Kühlwasser und Wärmestrahlung der Oberfläche    | Water Forced          |

### Leistungsvergleiche
Die folgende Tabelle zeigt am Beispiel von Senderöhren für verschiedene Kühlungsarten den Aufbau der Anode und die maximale spezifische Belastbarkeit.
| Kühlungsart            | Anodenart                                       | max. spezifische Belastbarkeit |
| ---------------------- | ----------------------------------------------- | ------------------------------ |
| Strahlung              | Graphit, Molybdän                               | 010 W / cm²                    |
| Druckluft              | Außenanode aus Cu, mit Kühlrippen               | 050 W / cm²                    |
| Wasser- oder Ölkühlung | Außenanode aus Cu, von Kühlflüssigkeit umströmt | 100 W / cm²                    |
| Siedekühlung           | Außenanode aus Cu, Wasser wird verdampft        | 500 W / cm²                    |

Die mit Abstand größte Belastbarkeit ergibt sich bei der Siedekühlung. Hierbei wird sehr viel Energie beim Verdampfen des flüssigen Kühlmediums ausgenutzt, um auf diese Weise eine hohe Leistungsdichte an das Kühlmittel (meistens Wasser) abgeben zu können. Dieses Prinzip der Siedekühlung wird zum Beispiel beim wassergekühlten Kfz-Ottomotor angewendet, um sehr wirksam die Temperatur zu begrenzen.

## Technische Anwendung

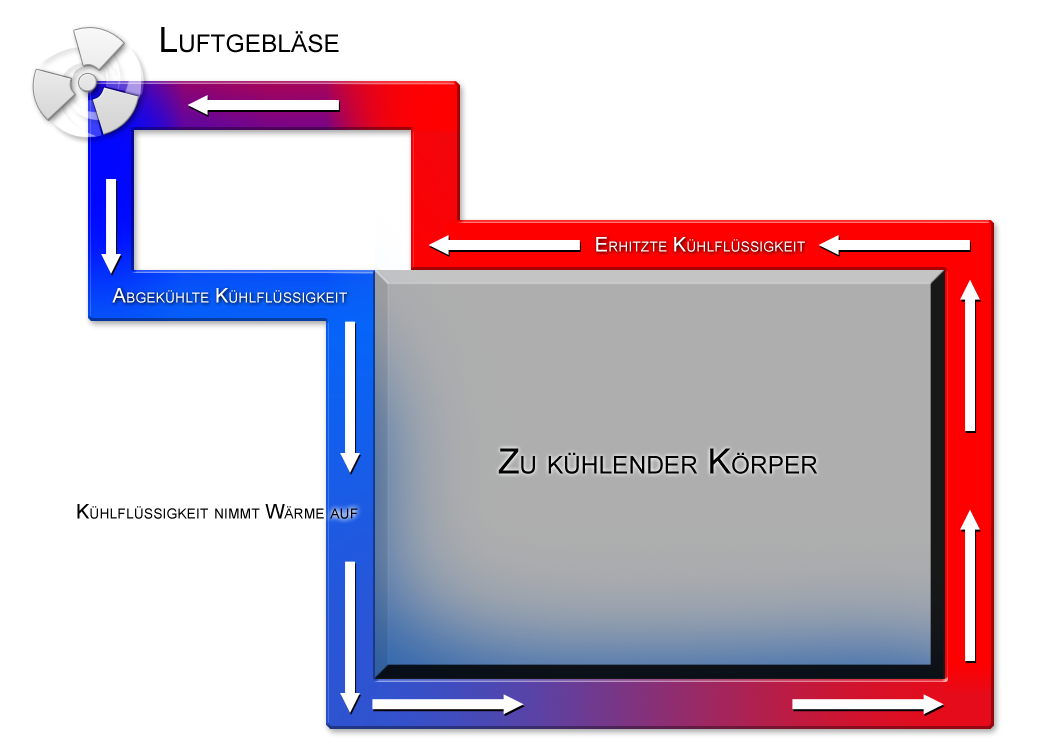
Beispiel einer einfachen Wasserkühlung

Kühlsysteme können nach dem verwendeten Wärmeträgermedium unterteilt werden. Die geläufigsten Arten der Kühlung sind:
- Flüssigkeitskühlung/Wasserkühlung und
- Luftkühlung oder Wasserstoffkühlung bei großen Generatoren.

Weniger bekannt sind
- Ölkühlung z. B. im Verbrennungsmotor und in Hydrauliksystemen (hydraulischen Antrieben),
- Natriumkühlung in Kernkraftwerken (z. B. Brutreaktoren) oder
- Kühlung durch Peltier-Elemente z. B. für den Einsatz in Kühlboxen für den Campingbereich, seltener zur Kühlung von Prozessoren. Ihre Nachteile, wie beispielsweise der relativ schlechte Wirkungsgrad, wird in Anwendungen in Kauf genommen, bei denen die Vorteile überwiegen, wie beispielsweise in Messgeräten für Gase oder Flüssigkeiten, die konstante Temperaturen erfordern. Hier kann mit Peltiers sowohl gekühlt als auch beheizt werden.

Zur Grundlagenforschung bei tiefen Temperaturen wird mit flüssigem Stickstoff (ca. −196 °C) und für den Temperaturbereich von ca. 1 bis 4 Kelvin mit flüssigem Helium gekühlt (meist in einem Kryostaten, siehe auch bei Tieftemperaturphysik). Das Heliumisotop 3He ermöglicht Temperaturen bis hinab zu 1 mK, siehe bei 3He-4He-Mischungskühlung. Für noch tiefere Temperaturen kann man die Magnetische Kühlung, die Laserkühlung sowie die Evaporative Kühlung einsetzen.

### Funktionsweisen
Eine Kühlung basiert meist auf der Übertragung der Wärme vom zu kühlendem Körper zum Kühlstoff (Gas oder Flüssigkeit) und deren Transport (Wärmeströmung).
Bei manchen Anwendungen mit engen Platzverhältnissen (innerhalb eines Computers oder HiFi-Verstärkers) werden zum Abtransport Heatpipes verwendet.
Es gibt bei den meisten Motoren eine spezielle Kühlflüssigkeit.

### Einsatzgebiete
Kühlungen werden in vielen technischen Geräten, die sich erwärmen, eingesetzt. Zumeist wird jedoch eine passive Kühlung, das heißt die Abgabe der Wärme über Kühlkörper an die umgebende Luft, genutzt.
Das bekannteste Beispiel ist der Kühlschrank zur Konservierung von Lebensmitteln. In Kraftfahrzeugen wird meist eine Wasserkühlung benutzt, in Computern kommen überwiegend Luftkühlungen zum Einsatz. Ein weiteres großes Einsatzgebiet ist z. B. die Klimaanlage.

### Beispiele
- Kühlsysteme von Kraftwerken und chemischen Prozessen
- Kühlung von Leistungstransformatoren
- Kühlung in der Klimatechnik
- Kühler von Verbrennungsmotoren
- Abgaskühlung in AGR-Systemen (zur Emissionsreduzierung (NOx))
- Luft- oder Wasserkühlung eines Prozessors
- zu Versuchszwecken, um Stoffe in die Nähe der 0-Kelvin-Marke zu bringen
- Schiffskühlsysteme
- Chemische Kühlung
- Kühlung der Abgase von Schiffen oder Panzern, um auf gegnerischem Infrarot (Wärmebildkamera) möglichst wenig/spät sichtbar zu sein (z. B. Stealth-Technologie bei Schiffen der Fridtjof-Nansen-Klasse)